# الخطوط الجوية الفيتنامية الرحلة 815
الخطوط الجوية الفيتنامية الرحلة 815 طائرة توبوليف تي يو 134B-3 كانت تحمل علي متنها 60 راكبا و6 من أفراد الطاقم في رحلة طيران من هو تشي منه إلي بنوم بنه في 3 سبتمبر 1997 بقيادة الكابتن فام فان تيو البالغ من العمر 59 عاما ذات خبرة طيران للشركة لمدة 36 عاما والمساعد أول هوانغ فان دنه البالغ من العمر 49 عاما ذات خبرة مع القوات الجوية الفيتنامية لمدة 8 سنوات وطيارا للشركة لمدة 18 عاما ومهندس الرحلة دانغ فان شان البالغ من العمر 54 عاما ذات خبرة طيران للشركة لمدة 31 عاما.

## الأحداث

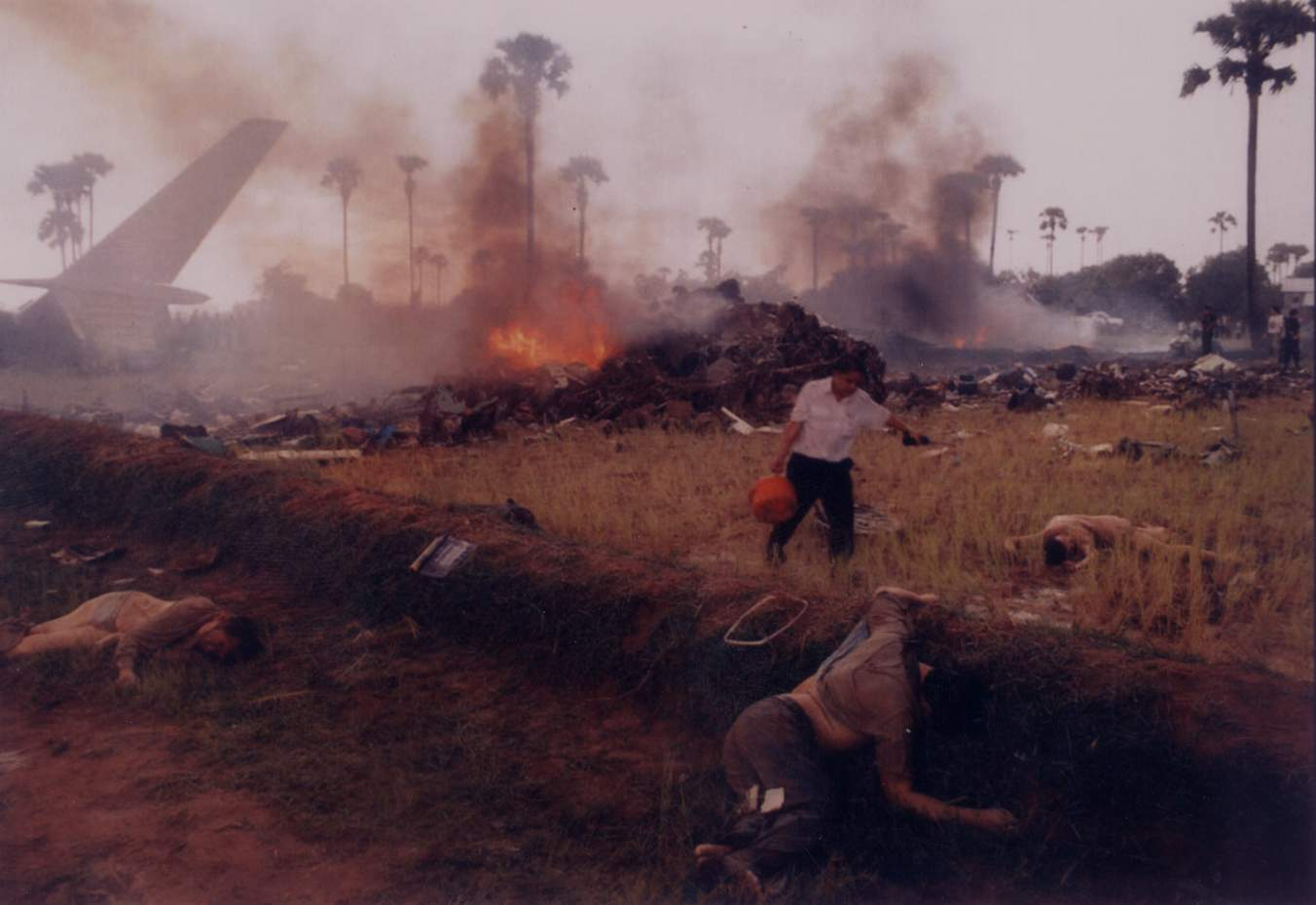
إرسال مقر الإنقاذ المركزي 119 إلى حادث تحطم طائرة الخطوط الجوية الفيتنامية رقم 815

بعد إقلاع الطائرة عند الساعة 1 ظهرآ بتوقيت فيتنام بدأت الطائرة رحلة مدتها 45 دقيقة وعند الاقتراب من بنوم بنه كان شرق المطار يتعرض لأمطار غزيرة وكانت الطائرة على ارتفاع 10,000 قدم (3,000 مترآ) أي 3 كم عند الاقتراب وطالب الطاقم بالاستمرار بالهبوط حتى ارتفاع 200 قدم (60 مترآ) وكافح الطاقم لإلغاء الهبوط عندما كانت الطائرة علي ارتفاع 100 قدم (30 مترآ) عندها إصطدم الجناح الأيسر للطائرة بشجرة وبدأت النيران بالتهام مؤخرة الطائرة وبعدها إنفصل المحرك الأيسر عن الطائرة عندما أصطدمت الطائرة بعدة أشجار نخيل وإنفصل الجناح الأيمن عن الطائرة عندما إصطدمت بمنزل وقد فتحت أبواب الطوارئ المزدحمة بالركاب قبل أصطدام الطائرة بحقول الأرز بسرعة 270 كم/س (168 ميلا/س) وإنزلقت لمسافة 200 ياردة (180 مترآ) قبل توقف الطائرة كليا وقتل 65 شخصا علي متن الطائرة ونجاة الراكبة التايلاندية تشانايوث نيم-أنونغ البالغة من العمر سنة وشهرين عاما بكسور في ساقيها وتبنيت من قبل عائلة آخرى بعد وفاة عائلتها في تحطم الطائرة وكان سبب الحادثة خطأ الطيار بسبب الهبوط في الطقس السئ وعدم إطفاء الطيار الآلي وإصراره على استمرار تشغيل الطيار الآلي وأعمال الكابتن المتهورة في مواصلة الاقتراب من المطار وعدم الأستعداد النفسي لإلغاء الهبوط والذهاب حول المطار وعدم التعاون بين الطاقم بسبب تجاهل تحذيرات المساعد أول ومهندس الرحلة.

## روابط خارجية
- Aviation Safety.net accident description page